# Иммунитет растений
Иммуните́т расте́ний (фитоиммуните́т) — невосприимчивость растений к патогенам, а также насекомым. Фитоиммунитет обеспечивается множеством механизмов: выработкой низкомолекулярных фитонцидов, обладающих антибактериальными и фунгицидными свойствами; рецепторами распознавания специфических белковых и углеводных последовательностей (англ. pattern recognition receptors), характерных для многих возбудителей; и системой подавления экспрессии генов при помощи РНК (RNA silencing) в качестве противовирусной защиты.

## Определения
Иммунитет растения к вредному организму — способность растения в той или иной мере противостоять заселению или заражению вредным организмом или противодействовать его развитию в растении.
Различают также толерантность растения к вредному организму — способность растения сохранять удовлетворительную урожайность и качество продукции при поражении возбудителем болезни или повреждении вредителем.
Механизмы иммунитета растения к болезням (устойчивость растения по отношению к фитопатогену) и иммунитета растения к вредителям (устойчивость растения к повреждению его вредителями) различны.

## Учение Вавилова об иммунитете растений
Российский и советский учёный Н. И. Вавилов является основателем учения об иммунитете растений, положившего начало изучению его генетической природы. Он считал, что устойчивость против паразитов выработалась в процессе эволюции растений в центрах их происхождения на фоне длительного (в течение тысячелетий) естественного заражения возбудителями болезней. Согласно Вавилову, если в результате эволюции растения приобретали гены устойчивости к патогенам — возбудителям болезней, то последние приобретали способность поражать устойчивые сорта благодаря появлению новых физиологических рас. Так, каждый сорт пшеницы может быть восприимчивым к одним расам и иммунным к другим. Новые расы фитопатогенных микроорганизмов возникают в результате гибридизации, мутаций или гетерокариозиса (разноядерности) и других процессов.
Вавилов подразделял иммунитет растений на структурный (механический) и химический. Механический иммунитет растений обусловлен морфологическими особенностями растения-хозяина, в частности, наличием защитных приспособлений, которые препятствуют проникновению патогенов в тело растений. Химический иммунитет зависит от химических особенностей растений.

## Типы иммунитета
Выделяются следующие типы иммунитета:
- активный иммунитет растения — устойчивость растения, которая обеспечивается свойствами растений, проявляющимися у них только в случае нападения фитопатогена или фитофага, то есть в виде защитных реакций растения-хозяина на внедрение возбудителя болезни или повреждение вредителем;
- пассивный иммунитет растения — устойчивость растения, которая обеспечивается свойствами, проявляющимися у растений независимо от угрозы заражения или заселения;
- возрастной иммунитет растения — устойчивость растения к вредному организму, проявляющаяся в определённом возрасте;
- врождённый иммунитет растения — устойчивость растения к вредному организму, передающаяся по наследству;
- приобретённый иммунитет растения — устойчивость растения к вредному организму, приобретаемая растением в процессе его индивидуального развития [онтогенеза] под влиянием определённых внешних факторов или в результате перенесения данной болезни;
- групповой иммунитет растения — устойчивость растения к нескольким видам одной биологической группы возбудителей заболеваний или вредителей;
- длительный иммунитет растения — способность растения длительное время сохранять индуцированный иммунитет к вредному организму;
- индуцированный иммунитет растения — устойчивость растения к вредному организму, вызванная ослабленными штаммами фитопатогенов или химическими иммунизаторами;
- комплексный иммунитет растения — устойчивость растения к разным группам возбудителей заболеваний и вредителей;
- олигогенный иммунитет растения — устойчивость растения к определённым расам вредного организма, контролируемая малым числом генов растения;
- полигенный иммунитет растения — устойчивость растения, не специфичная к расам вредного организма и контролируемая многими генами растения;
- неспецифический иммунитет растения — устойчивость растения, которая выражается в полной невосприимчивости растений к вредному организму;
- специфический иммунитет растения — устойчивость растения к вредному организму, которая проявляется на уровне отдельных форм в пределах вида.

## Химическая иммунизация растения
Химическая иммунизация растения — это использование химического вещества для создания иммунитета растения к вредным организмам.

## Биологическая иммунизация растения
Биологическая иммунизация достигается обработкой растений ослабленными культурами патогенов или продуктами их жизнедеятельности (вакцинация). Её применяют при защите растений от некоторых вирусных болезней, а также бактериальных и грибных патогенов.

## Метод оценки иммунитета растений
Заключается в оценке устойчивости растений к вредным организмам с учётом биотических и абиотических факторов по проявлению симптомов заболевания или повреждения, по степени поражения или повреждения растений, по распространению болезни, или по потерям урожая.